# János Hegedűs
János Hegedűs (sinh 4 tháng 10 năm 1996 ở Budapest) là một cầu thủ bóng đá Hungary hiện tại thi đấu cho Puskás Akadémia.